# Widmannstätten (cràter)
Widmannstätten és un cràter d'impacte situat a la part sud de la Mare Smythii, prop del terminador oriental de la Lluna. La vora d'aquest cràter té una àmplia bretxa en el costat occidental, on s'uneix amb el cràter Kiess, més gran.

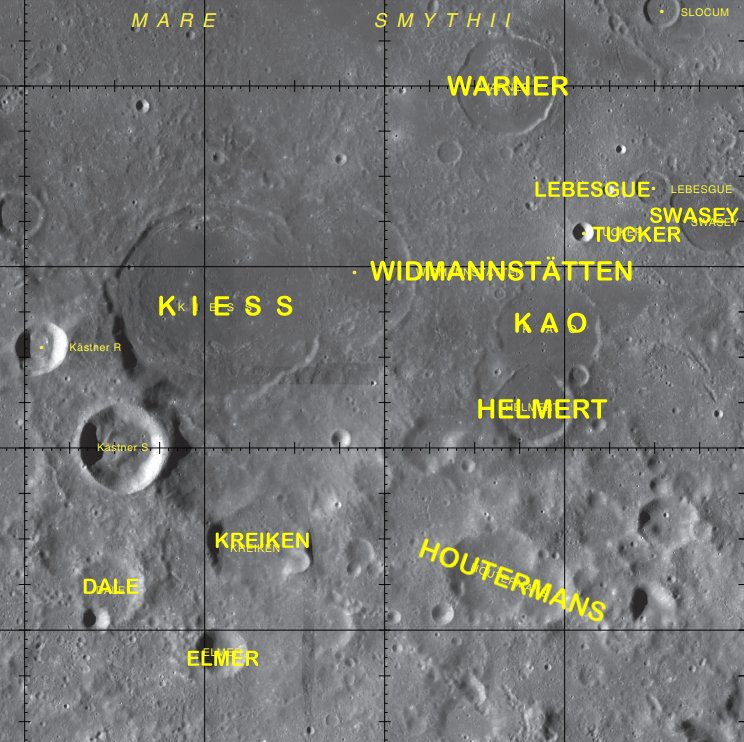
Localització de Widmannstätten (a la dreta del cràter Kiess)
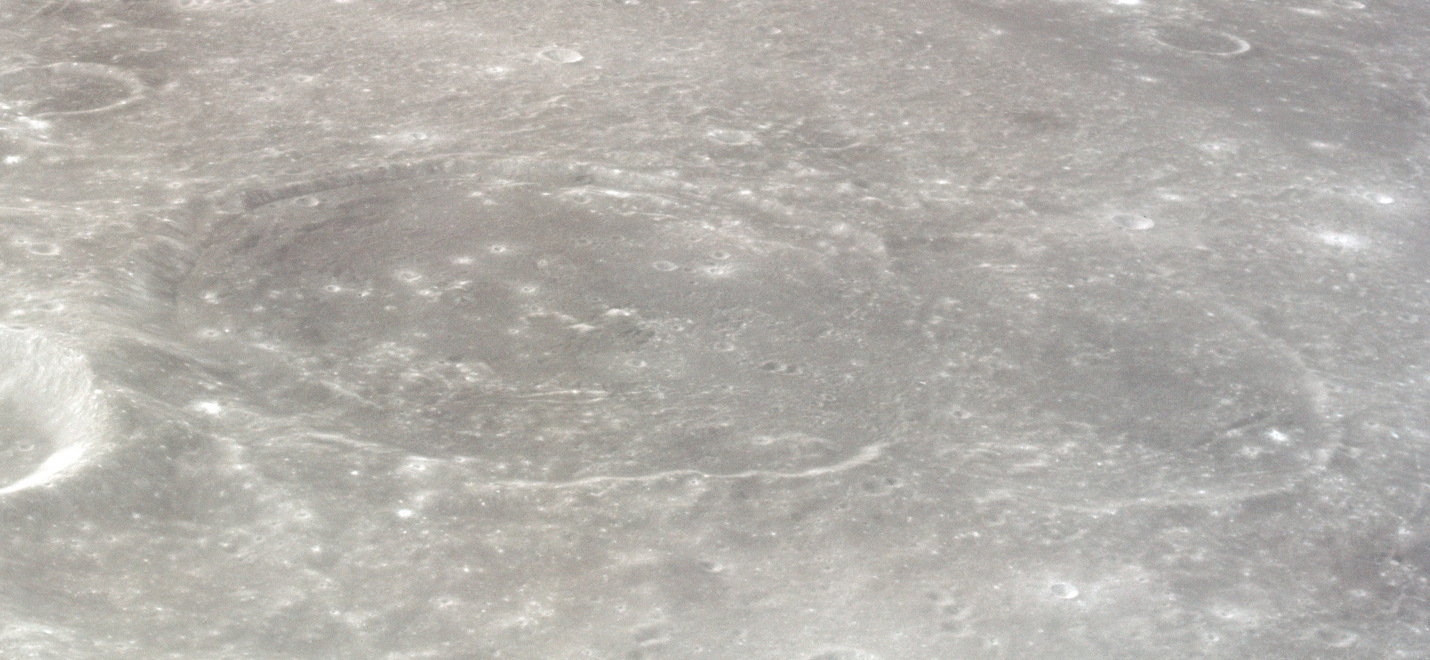
Fotografia de la missió Apollo 12

També presenta una bretxa en la vora nord, on el sòl del cràter s'uneix a la mar lunar adjacent. El sòl interior fosc d'aquesta formació ha estat inundat per la lava, deixant una superfície interior anivellada i una vora romanent poc profund.